# Wielopole Skrzyńskie (gromada)
Wielopole Skrzyńskie – dawna gromada, czyli najmniejsza jednostka podziału terytorialnego Polskiej Rzeczypospolitej Ludowej w latach 1954–1972.
Gromady, z gromadzkimi radami narodowymi (GRN) jako organami władzy najniższego stopnia na wsi, funkcjonowały od reformy reorganizującej administrację wiejską przeprowadzonej jesienią 1954 do momentu ich zniesienia z dniem 1 stycznia 1973, tym samym wypierając organizację gminną w latach 1954–1972.
Gromadę Wielopole Skrzyńskie z siedzibą GRN w Wielopolu Skrzyńskim utworzono – jako jedną z 8759 gromad na obszarze Polski – w powiecie dębickim w woj. rzeszowskim na mocy uchwały nr 19/54 WRN w Rzeszowie z dnia 5 października 1954. W skład jednostki wszedł obszar dotychczasowej gromady Wielopole Skrzyńskie oraz przysiółek Nowa Wieś z dotychczasowej gromady Nawsie ze zniesionej gminy Wielopole Skrzyńskie w tymże powiecie. Dla gromady ustalono 19 członków gromadzkiej rady narodowej.
11 maja 1955 w gromadzie Wielopole Skrzyńskie doszło do tragicznego pożaru w lokalnym kinie, w którym zginęło 58 (lub według części źródeł 56) osób, w tym 38 dzieci, a 20 zostało rannych.
1 stycznia 1956 gromada weszła w skład nowo utworzonego powiatu ropczyckiego w tymże województwie.
31 grudnia 1961 do gromady Wielopole Skrzyńskie włączono obszar zniesionej gromady Glinik w tymże powiecie.
31 grudnia 1969 do wsi Wielopole Skrzyńskie w gromadzie Wielopole Skrzyńskie włączono część przysiółka Nowa Wieś ze wsi Nawsie w gromadzie Nawsie w tymże powiecie.
Gromada przetrwała do końca 1972 roku, czyli do kolejnej reformy gminnej. 1 stycznia 1973 – tym razem w powiecie ropczyckim – reaktywowano gminę Wielopole Skrzyńskie (od 1999 gmina Wielopole Skrzyńskie znajduje się w powiecie ropczycko-sędziszowskim w woj. podkarpackim).